# Маноляса-Прут
Маноляса-Прут (рум. Manoleasa-Prut) — село у повіті Ботошані в Румунії. Входить до складу комуни Маноляса.
Село розташоване на відстані 404 км на північ від Бухареста, 43 км на північний схід від Ботошань, 102 км на північ від Ясс.

## Населення
За даними перепису населення 2002 року у селі проживали 112 осіб, усі — румуни. Усі жителі села рідною мовою назвали румунську.